# Ringarda (moglie di Pipino I)
Ringarda o Ingeltrude (805/10 – dopo il marzo 836) fu, come moglie di Pipino I, regina d'Aquitania, dall'822 all'838.

## Origine
Era, come risulta sia da un documento di Brioude la figlia di Teodeberto, un nobile aquitano che secondo la Vita Hludowici Imperatoris, è il conte Teodoberto di Madrie ( † 775/85). Ringarda era la sorella di Roberto, signore di Sesseau, nel Berry, uno dei nobili più importanti alla corte del re d'Aquitania, Pipino I, che lo storico francese, Christian Settipani, esperto di genealogie, identifica con Roberto il Forte, futuro marchesa di Neustria.

## Biografia
Nell'822,  Ringarda (o Ingeltrude) fu data in moglie a Pipino, il figlio secondogenito dell'imperatore Ludovico il Pio e di Ermengarda (780-818), figlia del conte di Hesbaye, Ingramm (nipote di Rotrude, moglie di Carlo Martello) e di Edvige di Baviera.
Anche gli Einhardi Annales ed i Miraculis Sancti Genulfi danno notizia del matrimonio e delle parentele di Ringarda.
Ringarda e Pipino I, sempre in quello stesso anno, dopo le nozze, andarono a prendere possesso del loro regno.
Il nome di Ringarda compare in un documento di Pipino I, datato marzo 836, in cui concede dei privilegi alla basilica di Saint-Julien de Brioude.
Secondo Ademaro di Chabanne, gli Annales Bertiniani ed il Chronicon Sancti Maxentii Pictavinis, il marito, Pipino I morì il 13 novembre 838, lasciando due figli, Pipino e Carlo; Pipino fu sepolto nella chiesa di Santa Redegonda a Poitiers. Secondo lo storico esperto di genealogie, Christian Settipani, Ludovico il Pio, alla morte di Pipino I, avocò all'impero il regno d'Aquitania e lo assegnò al quarto figlio, Carlo il Calvo, figlio della seconda moglie, Giuditta; ma i nobili di Aquitania proclamarono re il figlio di Pipino I, Pipino II.
Di Ringarda, dopo l'836, non si hanno più notizie e non si conosce l'anno della sua morte.
Anche Ringarda fu inumata a Poitiers, nella Chiesa di Santa Redegonda.
nella laude che l'Ermoldi Nigelli Carmina ha dedicato a Pipino I, Ringarda è ricordata col nome di Irmgart, da cui lo storico francese Christian Settipani ha dedotto che il nome nel manoscritto originale doveva essere Ringart.

## Figli
Ingeltrude diede a Pipino I quattro figli:
- Pipino II (823- dopo l'864), re d'Aquitania
- Carlo (825-863), arcivescovo di Magonza dall'856
- Matilde[13] (o Berta[6], sposò nell'839 Gerardo I (?-841), conte d'Alvernia[14] e secondo la Vita Sancti Geraldi Compendium, fu la madre di Gerardo II d'Alvernia[13]
- un'altra figlia che sposò Rotari conte di Limoges (?-841)[14].

### Fonti primarie
- (LA)  Monumenta Germanica historica, Scriptores, tomus II.
- (LA)  Monumenta Germanica Historica, tomus primus.
- (LA)  Monumenta Germanica historica, Scriptores, tomus XV Pars II.
- (LA)  Annales Bertiniani.
- (LA)  Chronicon Sancti Maxentii Pictavensis.
- (LA)  Adémar de Chabannes, Chronique.
- (LA)  Monumenta Germaniae Historica, Poetarum Latinorum Medii Aevi, Poetae Latini Aevi Carolini, tomus II.

### Letteratura storiografica
- René Poupardin, I regni carolingi (840-918), in «Storia del mondo medievale», vol. II, 1999, pp. 583–635